# Post-fordisme
Le post-fordisme est le système dominant de production économique, de consommation et de phénomènes socio-économiques associés dans la plupart des pays industrialisés depuis la fin du XXe siècle. Il est en contraste avec le fordisme, le système formulé dans les usines automobiles de Henry Ford, dans lequel les ouvriers travaillent sur une ligne de production, exécutent des tâches spécialisées de manière répétitive et dans lesquelles ses travailleurs peuvent se permettre d'acquérir les produits qu'ils construisent. Les définitions de la nature et de la portée du post-fordisme varient considérablement et font l'objet de débats parmi les chercheurs. Les changements dans la nature de la main-d'œuvre comprennent l'accent mis sur les nouvelles technologies de l'information et la montée des services et des travailleurs col blanc.

## Aperçu
Le post-fordisme est caractérisé par les attributs suivants:
- Production en petits lots
- Économies d'envergure
- Produits spécialisés et emplois
- Nouvelles technologies de l'information
- Accent sur les types de consommateurs contrairement aux précédent accent sur la classe sociale
- La montée du service et le col blanc
- La féminisation de la force de travail

## Théories
Le post-fordisme peut être appliqué dans un contexte plus large pour décrire tout un système de processus sociaux modernes. Parce que le post-fordisme décrit le monde tel qu'il est aujourd'hui, différents penseurs ont des points de vue différents sur sa forme et ses implications. Comme la théorie continue d'évoluer, elle est généralement divisée en trois écoles de pensée: l'école de régulation, la spécialisation flexible et le néo-schumpeterianisme.

### École de la régulation
L'approche régulation (également appelée «école de régulation néo-marxiste» ou école de régulation française) a été conçue pour répondre au paradoxe de la tendance du capitalisme à la fois à la crise, au changement et à l'instabilité et à la capacité de stabiliser les institutions, les règles et les normes. La théorie est basée sur deux concepts clés. Les «régimes d'accumulation» se réfèrent aux systèmes de production et de consommation, tels que le fordisme et le postfordisme. Les «Modes de Régulation» se réfèrent aux lois écrites et non-écrites de la société qui contrôlent le Régime d'Accumulation et déterminent sa forme.
Selon la théorie de la régulation, chaque régime d'accumulation atteindra un point de crise auquel le mode de régulation ne le soutiendra plus, et la société sera forcée de trouver de nouvelles règles et normes, formant un nouveau mode de régulation. Cela va démarrer un nouveau régime d'accumulation, qui finira par atteindre une crise, et ainsi de suite. Les partisans de la théorie de la réglementation incluent Michel Aglietta, Robert Boyer, Bob Jessop, et Alain Lipietz.

### Spécialisation flexible
Les partisans de l'approche de spécialisation flexible (aussi connue sous le nom d'approche néo-smithienne) au postfordisme croient que des changements fondamentaux dans l'économie internationale, surtout au début des années 1970, obligent les entreprises à passer d'une production de masse à une nouvelle tactique connue sous le nom de spécialisation flexible. Des facteurs tels que les chocs pétroliers de 1973, la concurrence accrue des marchés étrangers (notamment Asie du Sud-Est) due à la mondialisation, la fin du boom après la Seconde Guerre mondiale et la privatisation croissante font de l'ancien système de production de masse, de biens identiques bon marché par la division du travail non compétitive.
Au lieu de produire des produits génériques, les entreprises ont maintenant trouvé plus rentable de produire des gammes de produits diversifiées ciblant différents groupes de consommateurs, faisant appel à leur sens du goût et de la mode. Au lieu d'investir d'énormes sommes d'argent dans la production de masse d'un seul produit, les entreprises devaient maintenant construire des systèmes de travail intelligents et des machines souples et capables de répondre rapidement aux caprices du marché.. La technologie à l'origine associée à la production flexible était la technologie de contrôle numérique, qui a été développée aux États-Unis dans les années 1950; Cependant, le CNC, développé au Japon, l'a remplacé plus tard. Le développement de l'ordinateur était très important pour la technologie de la spécialisation flexible. L'ordinateur pouvait non seulement modifier les caractéristiques des biens produits, mais également analyser les données pour commander des fournitures et produire des biens en fonction de la demande actuelle. Ces types de technologie ont rendu les ajustements simples et peu coûteux, ce qui rend économiquement possible de petites séries de production spécialisées. La flexibilité et la compétence dans le travail étaient également importantes. La main-d'œuvre était maintenant divisée en un noyau de compétences flexibles et une périphérie flexible dans le temps. La flexibilité et la variété des compétences et des connaissances des travailleurs de base et des machines utilisées pour la production ont permis la production spécialisée de biens. La fabrication moderne juste à temps est un exemple d'approche flexible de la production.
De même, la structure de production a commencé à changer au niveau sectoriel. Au lieu d'une seule entreprise qui gérait la chaîne de montage, des matières premières au produit fini, le processus de production s'est fragmenté à mesure que les entreprises individuelles se spécialisaient dans leurs domaines d'expertise. Comme preuve de cette théorie de la spécialisation, les partisans prétendent que les «districts industriels» Marshalliens, ou groupes d'entreprises intégrées, se sont développés dans des endroits comme la Silicon Valley, le Jutland, le Småland et plusieurs parties de l'Italie.

### Néo-schumpétérianisme
L'approche néo-schumpétérienne du post-fordisme est basée sur la théorie des ondes de Kondratiev (aussi appelées vagues longues). La théorie soutient qu'un «paradigme techno-économique» (Perez) caractérise chaque longue vague. Le fordisme était le paradigme techno-économique de la quatrième vague de Kondratiev, et le post-fordisme est donc le paradigme techno-économique du cinquième, dominé par les technologies de l'information et de la communication.
Les penseurs néo-schumpétériens notables comprennent Carlota Perez et Christopher Freeman, ainsi que Michael Storper et Richard Walker.

### Théorie post-fordiste en Italie
En Italie, le post-fordisme a été théorisé par la longue vague d'opéraïsme ou d'autonomia. Les principaux penseurs de cette tendance sont l'économiste italo-suisse Christian Marazzi, Antonio Negri, Paolo Virno, Carlo Vercellone, Maurizio Lazzarato. Le Capital and Language de Marazzi part du fait que l'extrême volatilité des marchés financiers est généralement attribuée à l'écart entre «l'économie réelle» (celle des biens matériels produits et vendus) et l'économie monétaire et financière plus spéculative. Mais cette distinction a longtemps cessé de s'appliquer dans la nouvelle économie postfordiste, dans laquelle les deux sphères sont structurellement affectées par le langage et la communication.. Dans Capital and Language, Marazzi affirme que les changements dans les marchés financiers et la transformation du travail en travail immatériel (c'est-à-dire, sa dépendance à la connaissance abstraite, à l'intelligence générale et la coopération sociale) sont les deux faces d'un nouveau paradigme de développement: la financiarisation à travers et grâce à la montée de la nouvelle économie.
En termes de développement de la «composition technique et politique des classes», dans la période post-fordiste, la crise explique à la fois les «points forts du développement capitaliste» et la manière dont les nouveaux outils technologiques se développent et fonctionnent (forme monétaire, conventions linguistiques, capital et langue). [Zanini, A. 2010, 'On the Philosophical Foundations of Italian Workerism: A Conceptual Approach', Historical Materialism, 18, 4: 39-63.]

## Changements du fordisme au post-fordisme
Le post-fordisme a introduit de nouvelles façons de voir la consommation et la production. La saturation des marchés clés s'est traduite par un retournement de la consommation de masse et la recherche de niveaux de vie plus élevés. Ce changement a modifié la façon dont le marché était perçu du point de vue de la production. Plutôt que d'être perçus comme un marché de masse devant être servi par la production de masse, les consommateurs ont commencé à être considérés comme des groupes différents poursuivant des objectifs différents et pouvant être mieux servis avec de petites quantités de biens spécialisés. Les marchés de masse sont devenus moins importants alors que les marchés du luxe, personnalisé ou des biens positionnels, dits ''biens Veblen'', sont devenus plus importants. La production est devenue moins homogène et standardisée et plus diversifiée et différenciée à mesure que les organisations et les économies d'échelle ont été remplacées par des organisations et des économies de gamme.
Les changements dans la production avec le passage du fordisme au postfordisme se sont accompagnés de changements dans l'économie, la politique et les idéologies dominantes. Dans le domaine économique, le post-fordisme a entraîné le déclin de la réglementation et de la production par l'État-nation et la montée des marchés mondiaux et des sociétés. Le marketing de masse a été remplacé par une spécialisation flexible, et les organisations ont commencé à mettre l'accent sur la communication plutôt que sur le commandement. La main-d'œuvre a changé avec une augmentation du marketing interne, du franchisage et de la sous-traitance, et une augmentation du nombre de travailleurs à temps partiel, intérimaires, indépendants et à domicile. Sur le plan politique, les partis politiques basés sur les classes ont diminué et les mouvements sociaux basés sur la région, le sexe ou la race ont augmenté. Les syndicats de masse ont commencé à disparaître et ont plutôt été remplacés par une négociation localisée basée sur l'entreprise. Les changements culturels et idéologiques ont inclus l'augmentation des modes de pensée et de comportement individualistes et une culture de l'esprit d'entreprise. À la suite du changement de production et en reconnaissant le besoin de travailleurs plus axés sur le savoir, l'éducation est devenue moins standardisée et plus spécialisée. Parmi les idéologies dominantes, citons la fragmentation et le pluralisme des valeurs, l'éclectisme postmoderne et les approches populistes de la culture.

## Exemples

### Italie
L'un des principaux exemples de production post-fordiste spécialisée a eu lieu dans une région connue sous le nom de Troisième Italie. La Première Italie comprenait les zones de production de masse à grande échelle, telles que Turin, Milan et Gênes, et la deuxième Italie décrivait le Sud non développé. La troisième Italie, cependant, était où des grappes de petites entreprises et des ateliers se sont développés dans les années 1970 et 1980 dans les régions du centre et du nord-est du pays. Les régions de la Troisième Italie comprenaient la Toscane, l'Ombrie, les Marches, l'Émilie-Romagne, la Vénétie, le Frioul et le Trentin-Haut-Adige/Südtirol. Chaque région se spécialisait dans une gamme de produits vaguement apparentés et chaque atelier avait habituellement de cinq à cinquante travailleurs et souvent moins de dix. La gamme de produits dans chaque région reflète le passage à l'économie de gamme post-fordiste. De plus, ces ateliers étaient connus pour produire des produits de haute qualité et employer des travailleurs hautement qualifiés et bien rémunérés. Les ateliers étaient très axés sur le design et multidisciplinaires, impliquant une collaboration entre les entrepreneurs, les concepteurs, les ingénieurs et les travailleurs.

### Japon
Plusieurs changements de production au Japon après la Seconde Guerre mondiale ont entraîné le développement de conditions postfordistes. Tout d'abord, il y a eu des changements dans la structure de l'entreprise, y compris le remplacement des syndicats indépendants par des syndicats favorables à la direction et basés sur les entreprises; le développement d'un noyau de travailleurs polyvalents permanents masculins; et le développement d'une périphérie d'employés temporaires et à temps partiel non formés, qui étaient pour la plupart des femmes. Deuxièmement, après la Seconde Guerre mondiale, le Japon était un peu isolé à cause des barrières à l'importation et des restrictions à l'investissement étranger, et par conséquent, le Japon a commencé à expérimenter des techniques de production. Troisièmement, à mesure que les technologies importées devenaient plus disponibles, le Japon a commencé à les reproduire, à les absorber et à les améliorer, avec de nombreuses améliorations découlant de modifications des conditions locales. Quatrièmement, le Japon a commencé à se concentrer sur la nécessité d'une production en petites séries et d'un changement rapide de gamme de produits pour répondre à la demande d'un large éventail de produits sur un marché relativement petit. En raison de la fixation informelle des prix, la concurrence n'était pas fondée sur les prix, mais plutôt sur la différenciation des produits. En conséquence, la production est devenue moins standardisée et plus spécialisée, en particulier dans différentes entreprises. Cinquièmement, le Japon a commencé à construire des réseaux d'approvisionnement et de sous-traitance à long terme, ce qui contraste avec les sociétés verticalement intégrées et fordistes américaines. Sixièmement, étant donné que les fabricants de petite et moyenne taille produisaient un large éventail de produits, il fallait des équipements multifonctionnels abordables, contrairement aux machines de production spécialisées et coûteuses des industries fordistes aux États-Unis. La technologie de production flexible était importante au Japon et particulièrement nécessaire pour les petits producteurs. Les petits producteurs ont également jugé nécessaire de réduire les coûts. En conséquence, le Japon est devenu l'un des principaux utilisateurs de robots et CNC. Au fil du temps, ces six changements de production au Japon ont été institutionnalisés.

## Reproches
La critique principale du post-fordisme affirme que le post-fordisme se méprend sur la nature de la révolution fordiste et que le fordisme n'était pas en crise, mais évoluait simplement et continuerait à évoluer. D'autres critiques croient que le post-fordisme existe, mais coexiste avec le fordisme. L'industrie automobile a combiné des stratégies fordistes et post-fordistes, en utilisant à la fois la production de masse et la spécialisation flexible. Ford a introduit la flexibilité dans la production de masse, de sorte que le fordisme pourrait continuer à évoluer. Ceux qui préconisent le post-fordisme, cependant, notent que les critiques qui se concentrent principalement sur la spécialisation flexible ignorent les changements post-fordistes dans d'autres domaines de la vie et que la spécialisation flexible ne peut être considérée seule lors de l'examen du postfordisme. Une autre critique est que le post-fordisme s'appuie trop sur les exemples de la troisième Italie et du Japon. Certains pensent que le Japon n'est ni fordiste ni post-fordiste et que la désintégration verticale et la production de masse vont de pair. D'autres soutiennent que les nouvelles petites entreprises en Italie ne se sont pas développées de manière autonome, mais sont le produit de la désintégration verticale des grandes entreprises fordistes qui ont contracté un travail à plus faible valeur ajoutée pour les petites entreprises. D'autres critiques font valoir que la spécialisation flexible ne se fait pas sur une grande échelle, et les petites entreprises ont toujours existé aux côtés de la production de masse. Une autre critique principale est que nous sommes trop au milieu pour juger s'il y a ou non un nouveau système de production.
Le terme «post-fordisme» cède graduellement la place dans la littérature à une série de termes alternatifs tels que l'économie du savoir, le capitalisme cognitif, l'économie cognitive-culturelle et ainsi de suite. Ce changement de vocabulaire est également associé à un certain nombre de changements conceptuels importants (voir les sections ci-dessus).